# Osmylus kisoensis
Osmylus kisoensis is een insect uit de familie watergaasvliegen (Osmylidae), die tot de orde netvleugeligen (Neuroptera) behoort. 
Osmylus kisoensis is voor het eerst wetenschappelijk beschreven door Iwata in 1928. De soort komt voor in Japan.